# Cilunculus misesetosus
Cilunculus misesetosus är en havsspindelart som beskrevs av Turpaeva 2005. Cilunculus misesetosus ingår i släktet Cilunculus och familjen Ammotheidae.
Artens utbredningsområde är Norra Ishavet. Inga underarter finns listade i Catalogue of Life.